# Taras Szewczenko (film 1951)
Taras Szewczenko (ros. Тарас Шевченко) – radziecki film biograficzny z 1951 roku w reżyserii Igora Sawczenki. Ukończony po śmierci reżysera przez jego uczniów: Aleksandra Ałowa i Władimira Naumowa.

## Obsada
- Siergiej Bondarczuk jako Taras Szewczenko
- Władimir Czestnokow jako Nikołaj Czernyszewski
- Nikołaj Timofiejew jako Nikołaj Dobrolubow
- Hnat Jura jako Michaił Szczepkin
- Iwan Pieriewierziew jako Zygmunt Sierakowski
- Jewgienij Samojłow jako Nikołaj Spieszniew
- Ławrentij Masocha jako Mykoła Kostomarow
- Pawieł Szpringfield jako Pantełejmon Kulisz
- Aleksiej Konsowski jako Władimir Kuroczkin
- Grigorij Szpigiel jako Karł Briułłow
- Michaił Nazwanow jako car Mikołaj I
- Mark Bernes jako kapitan Kosariew
- Dmytro Milutenko jako major Uskow
- Marianna Stryżenowa jako Agafja Andriejewna Uskowa
- Michaił Kuzniecow jako żołnierz Skobielew
- Natalija Użwij jako Jaryna Szewczenko
- Michaił Trojanowski jako dowódca żandarmerii
- Aleksandr Chwyla jako lord Barabasz
- Garen Żukowskaja jako lady Barabasz
- Mychajło Wysoćkyj jako Jewdokim Appołonowicz Łukaszewicz
- Giennadij Judin jako agitator
- Leonid Kmit jako kapitan sztabowy Obriadin
- Aleksandr Baranow jako Potapow
- Konstantin Sorokin jako rudy kapral
- Władimir Soszalski jako chorąży Nikołaj Mombelli
- Latif Fayziyev jako Kirgiz
- Stanisław Czekan jako furman
- Stepan Szkurat jako grający na bandurze
- Dmytro Kapka jako pop
- Wiaczesław Tichonow jako reprezentant petersburskiej młodzieży #1
- Ivan Sawkin jako reprezentant petersburskiej młodzieży #2
- Marina Ładynina jako hrabina Potockaja
- Nikołaj Grińko jako buntownik
- Władimir Troszyn jako buntownik
- Anatolij Czemodurow jako student
- Oleg Gołubickij jako student
- Wsiewołod Sanajew
- Anna Kusznyrenko
- Fedir Hładkow
- Jurij Kritenko jako chłopak-przewodnik

Źródło: 